# Ярове (Роменський район)
Ярове́ — село в Україні, в Хмелівській сільській громаді Роменського району Сумської області. Населення становить 222 осіб. Колишній орган місцевого самоврядування — Хустянська сільська рада.

## Географія
Село Ярове розташоване біля витоків річок Ромен та Терн. Примикає до села Хустянка.
Селом протікає річка Сухий Ромен, права притока Терну.

## Історія
- Село постраждало внаслідок геноциду українського народу, проведеного урядом СРСР 1932—1933 та 1946–1947 роках, встановлено смерті 74 людей[1].
- 12 червня 2020 року, відповідно до розпорядження Кабінету Міністрів України № 723-р «Про визначення адміністративних центрів та затвердження територій територіальних громад Сумської області», село увійшло до складу Хмелівської сільської громади[2].
- 19 липня 2020 року, в результаті адміністративно-територіальної реформи та ліквідації Буринського району, громада увійшла до складу новоутвореного Роменського району[3].

## Політика

### Парламентські вибори, 2019
На позачергових парламентських виборах 2019 року у селі функціонувала окрема виборча дільниця № 590090, розташована у приміщенні фельдшерського пункту.
Результати
- зареєстровано 94 виборці, явка 63,83%, найбільше голосів віддано за Всеукраїнське об'єднання «Батьківщина» — 25,00%, за «Слугу народу» — 23,33%, за Радикальну партію Олега Ляшка — 18,33%[4]. В одномандатному окрузі найбільше голосів отримав Максим Гузенко (Слуга народу) — 28,33%, за Віктора Ладуху (Всеукраїнське об'єднання «Батьківщина») — 23,33%, за Анатолія Кобзаренка (самовисування) — 20,00%[5].

## Пам'ятки
- Могила П. В. Наумця[d] — радянського воїна;